# Torrance, California
Torrance là một thành phố được hợp nhất năm 1921 tại South Bay (vùng tây nam) của quận Los Angeles, tiểu bang California, Hoa Kỳ. Torrance có 1,5 dặm (2,4 km) bãi biển bên Thái Bình Dương. Thành phố nằm trong Vùng Đại Los Angeles. Dân số theo điều tra năm 2005 của Cục điều tra dân số Hoa Kỳ là 145.438 người, dân số theo điều tra năm 2010 là người, diện tích là km². 
Thành phố ít được biết đến hơn các thành phố láng giềng Redondo Beach và Manhattan Beach. Torrance có khí hậu ôn hòa quanh năm với nhiệt độ ấm hơn, độ ẩm thấp và lượng mưa trung bình 12,55 inch mỗi năm.